# Liste de sites archéologiques en Afrique australe

Afrique australe

Cette liste des sites archéologiques en Afrique australe répertorie les découvertes de vestiges de civilisation humaine jusqu'en 1700 dans les pays suivants : Angola, Botswana, Lesotho, Malawi, Mozambique, Namibie, Afrique du Sud, Zambie, Zimbabwe et Eswatini. Géographiquement, cette zone est délimitée par le seuil de Lunda (de) et les monts Livingstone en Tanzanie.

## Liste
| Lieu de découverte                                                | Pays                             | Région                                                                         | Découvertes | Datation                           | Culture                                                                                 | Peuple                          | Commentaire |  |
| ----------------------------------------------------------------- | -------------------------------- | ------------------------------------------------------------------------------ | --- | ---------------------------------- | --------------------------------------------------------------------------------------- | ------------------------------- | --- |  |
| Kgaswe B55                                                        | Botswana                         |                                                                                | Fondation de fonderies, céramique, plusieurs milliers de perles de verre, bols en œuf d'autruche                                         | vers 990–1010                      | Culture Toutswé (de)                                                                    | Bantou, pas encore Tswana       | |  |
| Mmamagwa (de) et Limpopo                                          | Botswana                         | District central, près de la frontière avec l'Afrique du Sud et le Zimbabwe    | Constructions en pierre, poteries, perles de verre, coquillages                                                                          | 1200–1330 1450–1650                | Cultures Mapungubwe et Khami (Monomotapa)                                               | Bantou                          | |  |
| Moeng I                                                           | Botswana                         |                                                                                | Nombreux témoignages de travail du fer                                                                                                   | vers 650–1350                      | Culture Toutswé (de)                                                                    | Bantou, pas encore Tswana       | |  |
| Tswapong Hills près de Palapye/ Molepolole/ Tsodilo Hills         | Botswana                         | District central/ Kweneng/ District du Nord-Ouest                              | Peinture rupestre, poterie, mines de fer                                                                                                 | 190–800                            | De l'âge du fer jusqu'au IIIe siècle et IVe siècle, et de l'âge de pierre au XXe siècle | San, Bantou                     | |  |
|                                                                   |                                  |                                                                                | |                                    |                                                                                         |                                 | |  |
| Kipushi                                                           | République démocratique du Congo | Katanga                                                                        | Traces d'habitat, foyer, charbon de bois, céramiques                                                                                     | 900–1440                           | Âge du fer                                                                              | Bantou, liens avec Bakongo ?    | Absence de stratigraphie (couche superficielle), céramique similaire à Kansanshi (de), Kapwirimbwe (de), Chondwe (de), grotte Luano, Roan Antelope, Kangonga                                                                            |  |
|                                                                   |                                  |                                                                                | |                                    |                                                                                         |                                 | |  |
| Mahilaka (de), près d'Ampasindava                                 | Madagascar                       | Côte nord-ouest, 1550 km au sud de l'équateur, 1700 km au nord-ouest de Sofala | Vestiges d'habitations, maisons en pierre, mosquée, céramiques, fabrication du verre, travail du fer                                     | 1100–1400                          | Moyen Âge islamique                                                                     | Arabes, Swahili                 | Colonie de 60 hectares, constructions semblables à Kilwa Kisiwani, exploitation minière |  |
|                                                                   |                                  |                                                                                | |                                    |                                                                                         |                                 | |  |
| Kapeni (Balaka / Ntcheu)                                          | Malawi                           | Shire, Hauts plateaux de la Shire                                              | Céramiques, traces d'habitat | 800–1100 1200–1400                 | Culture Kapeni (de)                                                                     |                                 | Attribution non homogène, tantôt avant la Culture Nkope (de), tantôt après, chez certains identique à la culture Longwe (de) contemporaine                                                                                              |  |
| Longwe (de)                                                       | Malawi                           | Mulanje                                                                        | Céramiques | 1200–1400                          | Culture Longwe (de)                                                                     |                                 | Pour certains, identique ou simultanée à la Culture Kapeni (de) |  |
| Mawudzu (Chipoka)                                                 | Malawi                           | Chipoka, Shire                                                                 | Céramiques, perles de verre indiennes, cuivre                                                                                            | 1200–1750                          | Culture Mawudzu (de)                                                                    | Bantou (Chewas)                 | Superposition ethnique (?), la céramique (à partir de 1400) est autonome et n'est pas basée sur la Culture Nkope (de) |  |
| Nkhudzi (Salima)                                                  | Malawi                           | Salima, Senga (de)                                                             | Céramique | vers 1700                          | Culture Nkhudzi                                                                         |                                 | Des objets de la culture Nkope, de la culture Namaso et de la culture Nkhuzi (ou Mkhudzi) ont été trouvés ici |  |
| Nkope (de) au sud de Monkey Bay                                   | Malawi                           | Mangochi                                                                       | Céramiques, traces d'habitat, os de bovins, pierres de frottement                                                                        | 300–1000                           | Culture Nkope (de)                                                                      |                                 | Près de Nkopola (un peu plus au sud de Nkope), plus loin dans la grotte de Chencherere près de Dedza, découvertes similaires dans l'est de la Zambie et au Mozambique (Matope (de))                                                     |  |
|                                                                   |                                  |                                                                                | |                                    |                                                                                         |                                 | |  |
| Chibuene (de)                                                     | Mozambique                       | Inhambane                                                                      | Lieu de commerce, céramiques, produits émaillés                                                                                          | 500 (?) -1500                      | Culture swahilie, Empire du Monomotapa                                                  | Swahili                         | Céramiques similaires à celle de Kilwa Kisiwani, preuve précoce de commerce côtier |  |
| Manyikeni                                                         | Mozambique                       | Inhambane                                                                      | Architecture de pierre, perles de verre et coquillages                                                                                   | 1100 - 1600                        | Empire du Monomotapa (?)                                                                | Bantou                          | Céramique de tradition Gokomere/Ziwa |  |
| Matola                                                            | Mozambique                       | Maputo                                                                         | Céramique, coquillages | 200–400                            | Début de l'âge du fer                                                                   | Bantou ?, Swahili ?             | Décor de céramique très similaire à celui de Kwale à la même époque au Kenya |  |
| Matope (de)                                                       | Mozambique                       |                                                                                | Restes de maisons, os d'animaux domestiques, meules, perles de verre et cauris, 81 objets trouvés                                        |                                    | Culture Nkope (de)                                                                      |                                 | Les cauris ne se trouvent qu'aux Maldives, dans le sud de l'Inde et en Asie du Sud-Est. Leurs coquilles (appelées familièrement cauris) servaient de monnaie dans une grande partie de l'Afrique avant 1800, allant même jusqu'au Niger |  |
| Quélimane                                                         | Mozambique                       | Zambézie                                                                       | Comptoir commercial (commerce avec les Portugais)                                                                                        | ~ 1300–1550                        | Swahili, Empire du Monomotapa                                                           |                                 | |  |
| Sena                                                              | Mozambique                       | Sofala                                                                         | Comptoir commercial (commerce avec les Portugais)                                                                                        | ?–1500                             | Swahili, Empire du Monomotapa                                                           | Bantou, Swahili                 | Également des découvertes correspondant à la culture Gokomere, ainsi qu'à Chinde et Matola |  |
| Sofala                                                            | Mozambique                       | Sofala                                                                         | Comptoir commercial (commerce avec les Arabes et les Portugais)                                                                          | 900 au plus tôt - 1500             | Swahili, Empire du Monomotapa                                                           | Bantou, Swahili                 | |  |
| Tete                                                              | Mozambique                       | Tete                                                                           | Comptoir commercial (commerce avec les Portugais)                                                                                        | ?–1500                             | Swahili, Empire du Monomotapa                                                           | Bantou, Swahili                 | |  |
| Zumbo                                                             | Mozambique                       | Tete                                                                           | Comptoir commercial (commerce avec les Portugais)                                                                                        | ?–1500                             | Swahili, Empire du Monomotapa                                                           | Bantou, Swahili                 | |  |
|                                                                   |                                  |                                                                                | |                                    |                                                                                         |                                 | |  |
| Andachtsstätten (de)                                              | Namibie                          | Khomas                                                                         | |                                    |                                                                                         | San                             | |  |
| Bom Jesus                                                         | Namibie                          | ǁKaras                                                                         | | 1533                               |                                                                                         | Portugais                       | |  |
| ǁKhauxaǃnas (en)                                                  | Namibie                          | ǁKaras                                                                         | Ville engloutie | XVIIIe siècle                      |                                                                                         | Nama                            | |  |
| Dame blanche                                                      | Namibie                          | Erongo                                                                         | Gravures rupestres |                                    |                                                                                         | San                             | |  |
|                                                                   |                                  |                                                                                | |                                    |                                                                                         |                                 | |  |
| Plateau de Batoka                                                 | Zambie                           | Province méridionale                                                           | Céramiques | 1200–                              | Tradition Luangwa                                                                       | Bantou                          | Est associé à Kansanshi, différentes datations : céramiques 1200, bovins vers 1000 |  |
| Dambwa (de) à Livingstone                                         | Zambie                           | Province méridionale                                                           | Traces d'habitat | 900–1200                           | Culture de Dambwa (de) (Âge du fer)                                                     | Khoisan assimilés aux Bantous   | |  |
| Gundu (de)                                                        | Zambie                           | Lundazi                                                                        | Céramiques | 1200–                              | Tradition Luangwa                                                                       | Bantou                          | Découvertes similaires à celles du plateau de Batoka, des Bantous organisés en matrilignage comme Chewa |  |
| Ingombe Ilede (en) près de Siavonga (en)                          | Zambie                           | Province méridionale                                                           | Tissus indiens, or, cuivre, cloches, céramiques                                                                                          | 700–1600                           | Fin de l'âge du fer, Empire du Monomotapa ?                                             | Khoisan assimilés aux Bantous   | Les découvertes sont conservées au musée de Livingstone, culture de Dambwa (de), âge du fer |  |
| Kalomo                                                            | Zambie                           | Province méridionale                                                           | Traces d'habitat | 900–1200                           | Culture de Dambwa (de) Empire du Monomotapa                                             | Khoisan assimilés aux Bantous   | Semi-nomade, première agriculture |  |
| Kalomo                                                            | Zambie                           | Province méridionale                                                           | Traces d'habitat | ?–900                              | Culture Kalundu                                                                         | Khoisan                         | Chasseurs-cueilleurs |  |
| Kalomo                                                            | Zambie                           | Province méridionale                                                           | Tombes | 1400                               | Empire du Monomotapa                                                                    | Khoisan assimilés aux Bantous   | Tombes avec ornements en coquillages marins et verre |  |
| Kansanshi (de) près de Solwezi                                    | Zambie                           | Province du Nord-Ouest, Copperbelt                                             | Lingots de cuivre | 1000–1900                          | Empire du Monomotapa ?                                                                  | Bantou                          | |  |
| Kapwirimbwe (de), Chondwe (de)                                    | Zambie                           | Lusaka, Copperbelt                                                             | Traces d'habitat, céramique | après 500                          | Culture Nkope (de) Gokomere (en)/Tradition Ziwa                                         | Bantou                          | Cultivateurs travaillant le fer et produisant du cuivre, élevage de bovins, découvertes similaires à Roan Antelope et Kangonga, pas d'indices d'échange de population                                                                   |  |
| Lubusi (de)                                                       | Zambie                           | Province de l'Ouest                                                            | Traces d'habitat, foyer, métal, céramiques                                                                                               | 900–1000                           | Âge du fer                                                                              | Bantou                          | Céramique de même type que plus au nord, dans l'actuelle République démocratique du Congo |  |
| Lac Moero                                                         | Zambie                           | Luapula                                                                        | Traces d'habitat | 800–                               | Culture Tonga septentrionale                                                            | Bantou                          | |  |
|                                                                   |                                  |                                                                                | |                                    |                                                                                         |                                 | |  |
| Grotte de Bambatha                                                | Zimbabwe                         | Matabeleland méridional                                                        | Os de mouton (140 av. J.-C.), dans la même couche que de la céramique, datant peut-être de 400                                           |                                    | Culture Bambatha (fin de l'âge de pierre), céramique éventuellement de l'âge de fer     | Khoisan                         | La grotte de Bambatha a servi de refuge pendant des milliers d'années, la dernière fois en 1906 |  |
| Baranda au nord du Mazowe 32°50′ O, 16°50′ S                      | Zimbabwe                         | Mashonaland central                                                            | Habitat, céramiques, verrerie, perles de verre, céramique d'importation (Europe, Proche et Extrême-Orient)                               | 1500–1900                          | Empire du Monomotapa (2e phase)                                                         | Karanga (Shona), Portugais      | Peut-être identique au Massapa connu par des sources portugaises |  |
| Chinhoyi                                                          | Zimbabwe                         | Mashonaland occidental                                                         | Vases en terre cuite | 650                                | avant l'Empire du Monomotapa                                                            |                                 | Vaste système de grottes utilisé comme réservoir géant, avec piscine alimentée en eau toute l'année et système d'eau souterrain |  |
| Dambarare (de)                                                    | Zimbabwe                         | Mashonaland oriental                                                           | Vestiges d'habitations | depuis 1500                        | Empire du Monomotapa (2e phase), Portugais                                              | Karanga (Shona), Portugais      | Siège de la noblesse des Karangas, base commerciale des Portugais jusqu'en 1693 |  |
| Danangombe (en) entre Bulawayo et Gweru                           | Zimbabwe                         | Matabeleland méridional                                                        | Palais avec bâtiments en pierres stratifiées, terrasses, plus d'ornements qu'à Khami, période tardive à nouveau plus grossière           | XVIe siècle – 1830                 | Monomotapa, dynasties Torwa et Changamire                                               | Rozvi (Shona)                   | Deuxième résidence des Torwa, bâtiment repris par les Changamire et agrandi, céramique locale constante, objets d'Europe (entre autres canons portugais) et de Chine                                                                    |  |
| Gokomere (en) près de Masvingo                                    | Zimbabwe                         | Masvingo                                                                       | 30 gravures rupestres et des découvertes du début de l'âge de fer                                                                        | 300–650                            | Gokomere/Tradition Ziwa (avant le Monomotapa)                                           | San et Bantou                   | Situé à huit kilomètres de Masvingo dans un terrain rocheux. Les gens de Gokomere de l'âge du fer sont considérés comme les ancêtres des Shona actuels.                                                                                 |  |
| Grand Zimbabwe près de Masvingo                                   | Zimbabwe                         | Masvingo                                                                       | Siège du souverain et agglomération de type urbain, murs d'enceinte en pierres sèches                                                    | 700 jusqu'à 1200–1450              | Début de l'âge du fer et Monomotapa                                                     | Bantou (probablement Shona)     | Quelques découvertes de céramique bien plus anciennes que les murs et les objets de l'âge d'or |  |
| Nyanga                                                            | Zimbabwe Mozambique              | Manicaland                                                                     | Système de terrasses | XVIIe siècle–XIXe siècle           | Manica                                                                                  | Manica (Shona)                  | La culture de Manica est transfrontalière au Zimbabwe et au Mozambique (Vila de Manica) |  |
| Khami 15 km à l'ouest de Bulawayo                                 | Zimbabwe                         | Matabeleland septentrional                                                     | Palais avec bâtiments en pierres stratifiées, terrasses                                                                                  | 1450–1683                          | Monomotapa, dynastie Torwa                                                              | Bantou, probablement Shona      | Objets de Chine et d'Europe |  |
| Mazowe (en)                                                       | Zimbabwe                         | Mashonaland Central                                                            | Systèmes d'irrigation | 700–1400                           | Empire du Monomotapa                                                                    | Bantou                          | |  |
| Mazowe (en)                                                       | Zimbabwe                         | Zimbabwe                                                                       | Mashonaland Central | Villages                           | 1500–                                                                                   | Empire du Monomotapa (2e phase) | Karanga (Shona) |  |
| Murewa                                                            | Zimbabwe                         | Mashonaland oriental                                                           | Peintures rupestres de scènes de chasse                                                                                                  | avant 1000                         | Chasseurs-cueilleurs de l'âge de pierre                                                 | San                             | Dans certaines régions, des populations de l'âge de pierre et de l'âge de fer auraient coexisté. |  |
| Mvumbira (sud de Murewa)                                          | Zimbabwe                         | Mashonaland oriental                                                           | Petites fortifications de collines en pierres sèches                                                                                     | 1500–                              | Empire du Monomotapa (2e phase)                                                         | Karanga (Shona)                 | |  |
| Zaka                                                              | Zimbabwe                         | Masvingo                                                                       | Céramique, fer, restes d'habitat | 1485–1695                          | Culture de Khami                                                                        | Bantou, probablement Shona      | |  |
|                                                                   |                                  |                                                                                | |                                    |                                                                                         |                                 | |  |
| Mapungubwe près de Messina                                        | Afrique du Sud                   | Limpopo, à la frontière avec le Zimbabwe                                       | Palais (murs en pierres sèches), village proche de la ville ; cuivre, perles de verre, porcelaine, ivoire, rhinocéros d'or de Mapungubwe | 1220–XIVe siècle                   | Contemporain et similaire au Grand Zimbabwe                                             | Bantou                          | Artefacts à Pretoria, copies au musée de Messina |  |
|                                                                   |                                  |                                                                                | |                                    |                                                                                         |                                 | |  |
| Thulamela dans le Parc national Kruger (près du camp Punda Maria) | Afrique du Sud                   | Limpopo                                                                        | Fortifications (murs en pierres sèches) et agglomération ; fer, perles de verre, porcelaine                                              | 1500 – XVIIe siècle                | Similaire au Grand Zimbabwe (successeur)                                                |                                 | |  |
|                                                                   |                                  |                                                                                | |                                    |                                                                                         |                                 | |  |
| Kilwa Kisiwani                                                    | Tanzanie                         | 200 km au nord de la frontière mozambicaine, 900 km au sud de l'équateur       | Ville commerciale : palais, grande mosquée (XIIIe siècle), bains, etc., voûtes médiévales à colonnes                                     | 975 – 1830, Apogée au XIIIe siècle | Fondée par des émigrés persans, dynastie yéménite depuis env. 1300                      | Persans, Arabes, Swahili        | Deux fois plus distante d'Aden, plus de trois fois plus loin de la Perse que du Grand Zimbabwe |  |